# Cynanchum prevostii
Cynanchum prevostii är en oleanderväxtart som beskrevs av G. Morillo. Cynanchum prevostii ingår i släktet Cynanchum och familjen oleanderväxter. Inga underarter finns listade i Catalogue of Life.